# 外山英明
外山 英明（とやま ひであき、1967年3月13日 - ）は、東京都生まれ千葉県出身の元プロバスケットボール選手、指導者である。身長197cm、体重85kg。

## 来歴
千葉敬愛高校在籍時はインターハイ・国体に、青山学院大学在籍時はユニバーシアードに出場。大学卒業後は熊谷組に入社し、新人王を獲得するなど活躍。全日本にも選ばれ、アジア選手権などにも出場した。
熊谷組バスケ部休部後は大和証券（現・新潟アルビレックスBB）に移籍。1997年にはプロ契約を結び、長谷川誠（当時ゼクセル）とともに日本人プロ第1号となった。夏にはアメリカに渡りサマーリーグにも参加していた。
1999年に大和証券を解雇された後、神戸のクラブを経て2000年に鈴木貴美一ヘッドコーチの誘いを受けアイシンシーホースに移籍しタイトルに貢献した。
2005 - 06シーズンのJBLスーパーリーグ最年長選手であったが、このシーズン限りで現役引退。バスケットボールカレッジなどでの後進の指導、解説者として活躍し、2012年にエバラヴィッキーズのヘッドコーチ就任。2013年退任。2020年東京女子体育大学の監督に就任。
ノンフィクション作品『ファイブ』の主要人物の一人である。

## 経歴
- 千葉敬愛高 - 青山学院大学 - 熊谷組(1989年〜1994年) - 大和証券(1994年〜1999年) - 春日野クラブ(1999年〜2000年) - アイシン精機(2000年〜2006年)

## 個人タイトル・表彰
- JBL MVP - 1回(1990年)
- JBL 新人王 - 1回(1989年)
- JBL ベスト5 - 3回(1990年、1992年、1993年)